# Carpelimus corticinus
Carpelimus corticinus är en skalbaggsart som först beskrevs av Johann Ludwig Christian Gravenhorst 1806.  Carpelimus corticinus ingår i släktet Carpelimus och familjen kortvingar. Arten är reproducerande i Sverige. Inga underarter finns listade i Catalogue of Life.